# Electric Ladyland
Electric Ladyland treći je i posljednji studijski album britansko-američkog rock sastava The Jimi Hendrix Experience, kojeg 1968. godine objavljuje diskografska kuća Reprise Records.
Producent i autor na većini materijala bio je Jimi Hendrix, koji je ovim albumom pokazao svoj vrhunac gitarskog umijeća. Album osim što je posljednji studijski snimak Experienca, također je i posljednji studijski album Hendrixa. Originalni omot album bio je kontroverzan jer je na prednjoj strani imao sliku nekoliko golih žena te je kasnije zamijenjen s likom Jimia Hendrixa. Nakon toga posljednje dvije godine Hendrix provodi tražeći nove članove za sastav i snimajući nove pjesme.
U 2003. godini, album je zauzeo 54. mjesto na popisu "500 najboljih albuma svih vremena" časopisa "Rolling Stone".

## O albumu
Album je objavljen kao dvostruki LP, na kojemu se može čuti široki presjek Hendrixovog glazbenog talenta. Uključuje također i nekoliko glazbenih žanrova i stilova, kao što su psihodelična "Burning of Midnight Lamp" (prethodno 1967. godine u ljeto u Britaniji objavljena kao singl), blues "Voodoo Chile", New Orleans-stil rock and rolla u pjesmi "Come On", epska produkcija u "1983... (A Merman I Should Turn to Be)" te društveni komentari u pjesmi "House Burning Down". Na popisu pjesama nalazi se Dylanova obrada pjesme "All Along the Watchtower", koja je dobila odlične kritike publike i Dylana samog

### Produkcija i snimanje albuma
Nakon problematične turneje po Skandinaviji, koncerta u prestižnoj dvorani Olympia u Parizu te kratkog studijskog snimanja na materijalu za album Electric Ladyland, Hendrix se vraća u Sjedinjene Države kako bi započeo svoju prvu pravu turneju. Kasnije nakon tri mjeseca na albumu počinju raditi kao tehničari Gary Kellgren i Chris Stone u novootvorenom studiju "Record Plant" koji je bio smješten u neposrednoj blizini njihovih omiljenih klubova, a kao snimatelji na materijalu su radili Hendrixovi favorit Eddie Kramer i Gary Kellgren. Unatoč želji Chrisa Stonea da Kellgren radi projekciju na 90% matrijala, snimke iz studija pokazuju da veći dio posla napravio Eddie Kramer (iako je Kellgren kasnije zajedno s Kramerom radio na završnom miksanju albuma). Tijekom snimanja albuma Hendix se razišao s producentom Chasom Chandlerom i basistom Noelom Reddingom.
Hendrix je u isto vrijeme imao prebukiran raspored turneja, a kako bi materijal bio što bilji u studio je pozvao mnoge goste. Chandleru se nije svidjelo što Hendrix troši puno vremena na snimanje, a trošenjem vremena na dovođenje gostiju u studio još mu je više zasmetalo. Hendrix je bio odlučan u svojoj namjeri te se s Chandlerom razišao u svibnju 1968. godine. Hendrix je album producirao sam te je održao nekoliko vrlo uspješnih turneja koje su uglavnom rasprodane.
Prije nego što je albmum bio završen Hendrix se morao vratiti turneji. Radi njegove vizije i perfekcije veći broj snimljenih skladbi nisu bili u mogućnosti izvesti kao trio pa je uključio mnoge vanjske suradnike poput Davea Masona, Chrisa Wooda i Stevea Winwooda iz sastava Traffic, budućeg bubnjara sastava Gypsys Buddyja Milesa, basistu američkog rock sastava Jefferson Airplane Jacka Casadya i bivšeg Dylanovog orguljaša Ala Koopera.
Hendrix se s Noelom Reddingom razišao za to što je Redding bio istog mišljenja kao i Chas Chandler, a odnosi su se još više zaoštrili tijekom produkcije materijala. Hendrix je na više pjesama odsvirao bas dionice, uključujući i solo u "1983... (A Merman I Should Turn to Be)". U nekim pjesmama Hendrix je snimio bas dionice kako bi bile brže. Redding je autor pjesme "Little Miss Strange" u kojoj svira akustičnu gitaru i pjeva prateće vokale s Mitch Mitchellom.

### Objava albuma i tržište
Electric Ladyland prvo je objavljen u SAD-u u rujnu 1968. godine gdje odlično prolazi na tržištu i dolazi na #1 američke top ljestvice albuma. Nakon toga album u listopadu izlazi u Velikoj Britaniji gdje je zauzeo #6 na ljestvici albuma, a objavljivanju su slijedile velike kontroverze. Hendrix je u pismu kojeg je poslao tvrtki Reprise napisao što točno želi da se nalazi na omotu albuma ali su oni to uglavnom zanemarili. Hendrix je isključivo htio da se na omotnici nađe fotografija u boji Linde Eastman (Linda McCartney), sa skupinom djece koja sjede kraj skulpture "Alise u zemlji čudesa" u Central parku, New York. Ipak tvrtka umjesto te slike uzima sliku Karla Ferrisa na kojoj je Hendixov lik u mutnoj crveno-žutoj boji. Track Records je imao svoj umjetnički tim koji je na naslovnicu iza crne podloge stavio aktove 19 žena. Ovaj omot nalazi se na originalnom britansko $ njemačko CD izdanju iz 1980. godine, dok Allan Douglas na svom remaster CD-u koristi omot Karla Ferrisa koji je do tada postao i službena naslovnica albuma. Tvrtka Experience Hendrix koja je vlasnik prava na Hendrixove albume i većinu njegovog kataloga, izjavila je da se originalna britanska naslovnica više neće koristiti jer ju i sam Hendrix nije volio, međutim njegova želja za fotografijom Linde Eastman bila je opet zanemarena.
U završnoj fazi produkcije albuma došlo je do spora kada je studijski tehničar preimenovao album Electric Landlady. Album bi zamalo bio objavljen pod tim imenom da Hendrix nije uočio grešku koja ga je jako uznemirila. Kasnije je britanska pjevačica Kirsty MacColl koristila ovaj alternativni naziv albuma.
U 2005. godini čitatelji Q časopisa stavili su album Electric Ladyland na 38 mjesto popisa najboljih albuma svih vremena, a u 2003. godini glazbena TV mreža VH1 stavlja ga na 72. mjesto. Iste godine časopis Rolling Stone stavlja ga na 54 mjesto popisa najboljih albuma svih vremena. Album je također uključen u knjigu  1001 Albums You Must Hear Before You Die. Časopis The Source stavlja ga na #40 ljestvice Critics Top 100 Black Music Albums of All Time u 2006. godini.

## Popis pjesama

### Američko izdanje (LP)
| 1. | »...And the Gods Made Love«                 | Jimi Hendrix | 1:21  |
| 2. | »Have You Ever Been (To Electric Ladyland)« | Hendrix      | 2:11  |
| 3. | »Crosstown Traffic«                         | Hendrix      | 2:13  |
| 4. | »Voodoo Chile«                              | Hendrix      | 15:00 |

| 5. | »Little Miss Strange«               | Noel Redding | 2:52 |
| 6. | »Long Hot Summer Night«             | Hendrix      | 3:27 |
| 7. | »Come On (Let the Good Times Roll)« | Earl King    | 4:09 |
| 8. | »Gypsy Eyes«                        | Hendrix      | 3:43 |
| 9. | »Burning of the Midnight Lamp«      | Hendrix      | 3:39 |

| 10. | »Rainy Day, Dream Away«                                    | Hendrix | 3:42  |
| 11. | »1983... (A Merman I Should Turn to Be)«                   | Hendrix | 13:39 |
| 12. | »Moon, Turn the Tides...Gently Gently Away« (instrumental) | Hendrix | 1:02  |

| 13. | »Still Raining, Still Dreaming« | Hendrix   | 4:25 |
| 14. | »House Burning Down«            | Hendrix   | 4:33 |
| 15. | »All Along the Watchtower«      | Bob Dylan | 4:01 |
| 16. | »Voodoo Child (Slight Return)«  | Hendrix   | 5:12 |

### Britansko (akt) izdanje (CD)
| 1. | »...And the Gods Made Love«                 | Jimi Hendrix | 1:22  |
| 2. | »Have You Ever Been (To Electric Ladyland)« | Hendrix      | 2:11  |
| 3. | »Crosstown Traffic«                         | Hendrix      | 2:25  |
| 4. | »Voodoo Chile«                              | Hendrix      | 15:02 |
| 5. | »Still Raining, Still Dreaming«             | Hendrix      | 4:25  |
| 6. | »House Burning Down«                        | Hendrix      | 4:33  |
| 7. | »All Along the Watchtower«                  | Bob Dylan    | 4:00  |
| 8. | »Voodoo Child (Slight Return)«              | Hendrix      | 5:13  |

| 9.  | »Little Miss Strange«                        | Noel Redding | 2:51 |
| 10. | »Long Hot Summer Night«                      | Hendrix      | 3:27 |
| 11. | »Come On (Part 1)«                           | Earl King    | 4:10 |
| 12. | »Gypsy Eyes«                                 | Hendrix      | 3:43 |
| 13. | »Burning of the Midnight Lamp«               | Hendrix      | 3:40 |
| 14. | »Rainy Day, Dream Away«                      | Hendrix      | 3:42 |
| 15. | »1983... (A Merman I Should Turn to Be)«     | Hendrix      | 4:49 |
| 16. | »Moon, Turn the Tides....Gently Gently Away« | Hendrix      | 9:54 |

## Izvođači
- Jimi Hendrix – električna gitara, bas-gitara (u skladbama 2, 6, 8, 11, 14 i 15), električni clavecin (u skladbi 9), udaraljke, prvi vokal (na svim neinstrumentalnim skladbama, osim skladbe 5 koju pjevaju Mitch i Noel), prateći vokali, efekt s od češljom i papirom (skladba 3), efekt (slajd) koji se koristi u skladbi "All Along the Watchtower" ustvari je upaljač za cigarete
- Mitch Mitchell – bubnjevi (u svim skladbama osim 10 i 13), udaraljke, prateći vokali, prvi vokal (zajedno s Reddingom u skladbi 5)
- Noel Redding – bas-gitara (u skladbama 3, 5, 7, 9, 10 i 16), prateći vokali, akustična gitara (u skladbi 5), prvi vokal (zajedno s Mitchellom u skladbi 5)
- Jack Casady – bas-gitara (u skladbi 4)
- Steve Winwood – orgulje (u skladbi 4)
- Al Kooper – glasovir (u skladbi 6)
- The Sweet Inspirations – prateći vokal (u skladbi 9)
- Larry Faucette –konge (u skladbama 10 i 13)
- Mike Finnigan – orgulje (u skladbama 10 i 13)
- Freddie Smith – tenor saksofon (u skladbama 10 i 13)
- Buddy Miles – bubnjevi (u skladbama 10 i 13)
- Brian Jones- udaraljke  (u skladbi 15)
- Dave Mason – akustična gitara (dvanaestica) (u skladbi 15), prateći vokali (u skladbi 3)
- Chris Wood – flauta (u skladbi 11)

### Produkcija
- Producent - Jimi Hendrix & Chas Chandler
- Tehničar - Eddie Kramer & Gary Kellgren
- Miks - Jimi Hendrix, Eddie Kramer & Gary Kellgren
- Aranžer - Jimi Hendrix
- Zabilješke na američkom izdanju - Jimi Hendrix
- Dizajn američkog omota - Karl Ferris
- Fotografije unutrašnje strane američkog albuma - Linda Eastman (McCartney) & David Sygall
- Američki umjetnički savjetnik - Ed Thrasher
- Dizajn britanskog omota - David King, Rob O'Connor
- Fotografije unutrašnje strane britanskog albuma - David Montgomery

Prvi remaster CD-a, Lee Herschberg (Reprise 6307-2)
Drugi remaster CD-a, Allan Douglas
- Remastering - Joe Gastwirt
- Zabilješke - Michael Fairchild

Treći remaster CD-a, Experience Hendrix
- Remastering - Eddie Kramer & George Marino
- Umjetnički direktor - Vartan
- Zabilješke - Jeff Leve
- Ogled (esej) - Derek Taylor

## Top ljestvice

### Album
| Godina | Ljestvica                  | Pozicija |
| ------ | -------------------------- | -------- |
| 1968.  | Billboard top 200 albuma   | 1        |
| 1968.  | Britanska ljestvica albuma | 6        |

### Singlovi
| Godina | Singl                                                                               | Ljestvica                    | Pozicija |
| ------ | ----------------------------------------------------------------------------------- | ---------------------------- | -------- |
| 1967.  | "Burning of the Midnight Lamp"                                                      | Britanska ljestvica singlova | 18       |
| 1968.  | "All Along the Watchtower"                                                          | Billboard Hot 100            | 20       |
| 1968.  | "All Along the Watchtower"                                                          | Britanska ljestvica singlova | 5        |
| 1969.  | "Crosstown Traffic"                                                                 | Britanska ljestvica singlova | 37       |
| 1970.  | "Voodoo Child (Slight Return)"                                                      | Britanska ljestvica singlova | 1        |
| 1971.  | "Gypsy Eyes/Remember"                                                               | Britanska ljestvica singlova | 35       |
| 1990.  | "All Along the Watchtower EP (zajedno s "Hey Joe" & "Voodoo Child (Slight Return)") | Britanska ljestvica singlova | 52       |
| 1990.  | "Crosstown Traffic"                                                                 | Britanska ljestvica singlova | 61       |

## Vanjske poveznice
- Discogs.com - Recenzija albuma
- Electric Ladyland - Službene stranice Jimia Hendrixa